# Gare de Hunderfossen
La gare de Hunderfossen est une halte ferroviaire norvégienne de la ligne de Dovre située dans la commune de Lillehammer, près du parc familial de Hunderfossen. Elle a été ouverte en 1986. L'arrêt se compose d'une plate-forme et d'un abri en bois et la plupart des trains s'y arrêtent lors de la saison estivale. Hunderfossen est à 198,26 km d'Oslo. En 2007 la plate-forme a été modernisée.
La halte fait partie des gares utilisées dans l'émission norvégienne pour enfants Sesam Stasjon.